# 엘알 이스라엘 항공
엘알 이스라엘 항공(영어: El Al Israel Airlines) 또는 단순히 엘알(영어: EI AI, 히브리어: אל על)은 이스라엘의 국책항공사이며, 허브공항으로는 벤구리온 국제공항을 이용한다.

## 역사
1948년 세워진 이스라엘의 항공사이다. 최초로 엘알 항공 이름으로 운항을 한 비행기는 이스라엘 항공사 소속이 아닌 이스라엘 공군 소속 항공기로 운항했다. 1948년 9월 이스라엘 초대 대통령인 하임 바이츠만(영어: Chaim Weizmann)이 제네바 회의에 참가 했다가 돌아오면서 공군 비행기를 이용했다. 이스라엘 정부는 보안 문제를 고려해 군용 항공기에 엘알 이스라엘 항공회사(영어: El Al Israel National Aviation Company)란 임시 로고를 그려 넣고 운항했다. 이를 계기로 같은 해 11월 세워진 이스라엘의 항공사의 이름도 엘알 항공으로 붙여졌다. 1949년 더글러스 DC-4 항공기를 도입했다. 같은 해 파리에 취항했다. 1949년부터 1950년까지 예멘에서 유대인 주민을 이스라엘로 옮기는 마법의 융단 작전(영어: Operation Magic Carpet)에 주력으로 참가했다. 현재 엘알 이스라엘 항공은 유럽, 북아메리카, 남아메리카, 아시아 지역 36개 도시에 취항한다. 또한 국적기로 해외에서 각종 분쟁이 발생했을 때 유대인들을 구출하는 역할도 담당한다. 1971년에 최초로 보잉 747 기종을 도입했으며 1973년에 추가로 도입해 텔아비브에서 뉴욕으로 직항 노선에 취항했다. 1977년에 이스라엘의 전세 항공사인 엘알 차터 서비스(영어: El Al Charter Services, 후에 선도르 국제항공으로 사명 변경)를 설립했으며 1979년에 이란에서 발생한 이란 혁명과 동시에 정치 상황이 악화되면서 이란에 거주한 유대인 난민을 이스라엘로 공수하기 시작했다. 1982년에 오랜 기간 동안 노동 분쟁과 파업으로 인해 운항이 중단되었다. 1988년에 로스앤젤레스에 직항 노선을 개설했으며 1991년 5월에 보잉 747 화물기로 에티오피아에 거주한 유대인 난민을 이스라엘로 공수하기 시작해 36시간 동안 14,500명이 이스라엘로 도착했다. 1994년에 보잉 747-400 기종을 도입했으며, 1996년에 요르단에 직항 노선을 취항했다. 1997년에 별도 회사인 화물 부문을 설립했다. 같은 해 IMF 구제 금융 사건으로 인해 대한민국 직항 노선이 중단되었다. 2000년에 보잉 777 기종을 도입했으며, 2005년에 이스라엘 정부에 의해 민영화되면서 개인 회사가 되었다.

## 운항 노선
- 2012년 3월 현재 엘알 이스라엘 항공은 다음과 같은 노선을 운항하고 있다.

### 코드쉐어 협정
- 엘알 이스라엘 항공은 다음과 같은 항공사와 코드쉐어 협정을 맺고 있으며 현재 항공 동맹에 소속되어 있지 않다.

| - LATAM 브라질 (원월드) - LOT 폴란드 항공 (스타 얼라이언스) - S7 항공 (원월드) - TAP 포르투갈 (스타 얼라이언스) - 베트남 항공 (스카이팀) - 스위스 국제항공 (스타 얼라이언스) - 아르헨티나 항공 (스카이팀) - 아메리칸 항공 (원월드) - 아에로멕시코 (스카이팀) - 에어 세르비아 | - 에티오피아 항공 (스타 얼라이언스) - 이베리아 항공 (원월드) - 제트블루 항공 - 중국국제항공 (스타 얼라이언스) - 콴타스 항공 (원월드) - 타이 항공 (스타 얼라이언스) - 홍콩 항공 |  |

## 보유 기종
- 2025년 5월 기준으로 엘알 이스라엘 항공은 다음과 같은 기종을 보유하고 있으며 평균 기령은 12.7년이다.[2][3]

## 사건 및 사고
- 1968년 팔레스타인 해방기구(PLO) 소속 테러범 3명이 로마에서 출발한 엘알 이스라엘 항공 426편을 납치했다. 이 사건은 해결되기까지 40일이 걸리면서 당시 최장기간 지속된 항공기 납치사건으로 기록됐다.
- 1992년 네덜란드 스키폴 국제공항에서 출발한 엘알 이스라엘 항공 1862편이 엔진 연결핀의 피폭으로 인해 오른쪽 2개의 엔진이 떨어져 나가 암스테르담 외곽의 한 아파트에 추락해 기장을 비롯한 승무원 3명이 사망했다.

## 사진

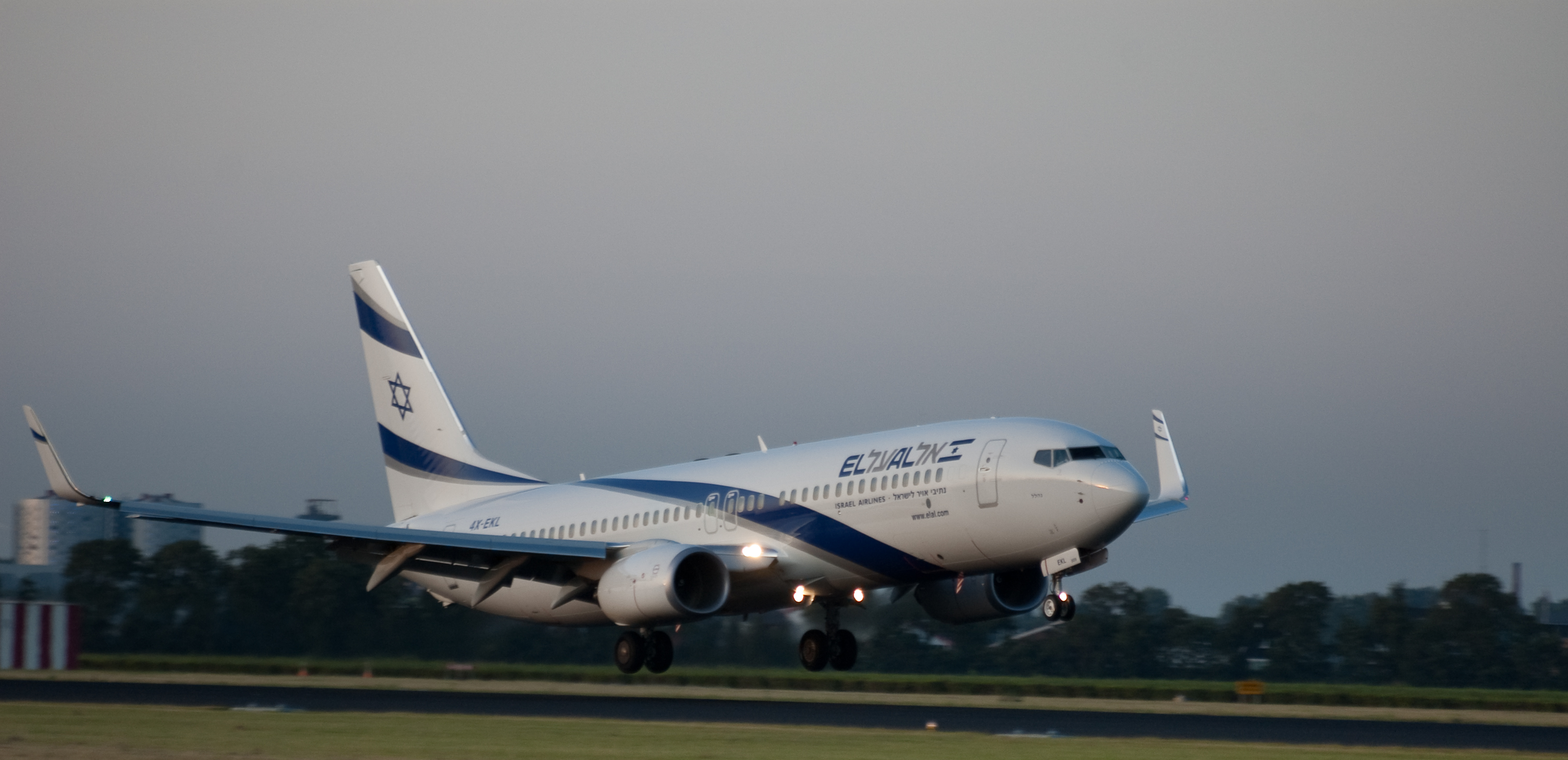
EI AI 소속 보잉 737-800 항공기
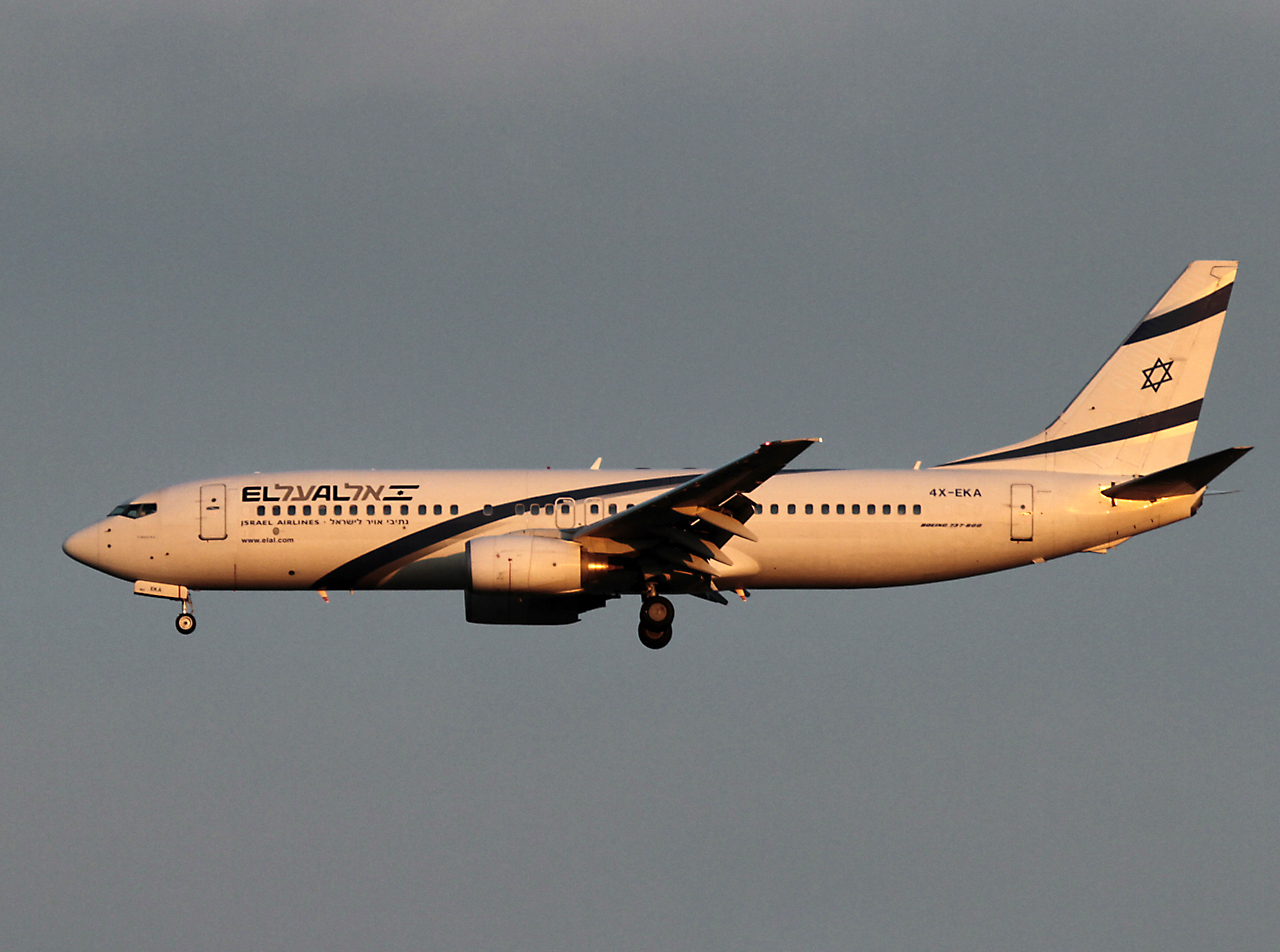
EI AI 소속 보잉 737-700 항공기
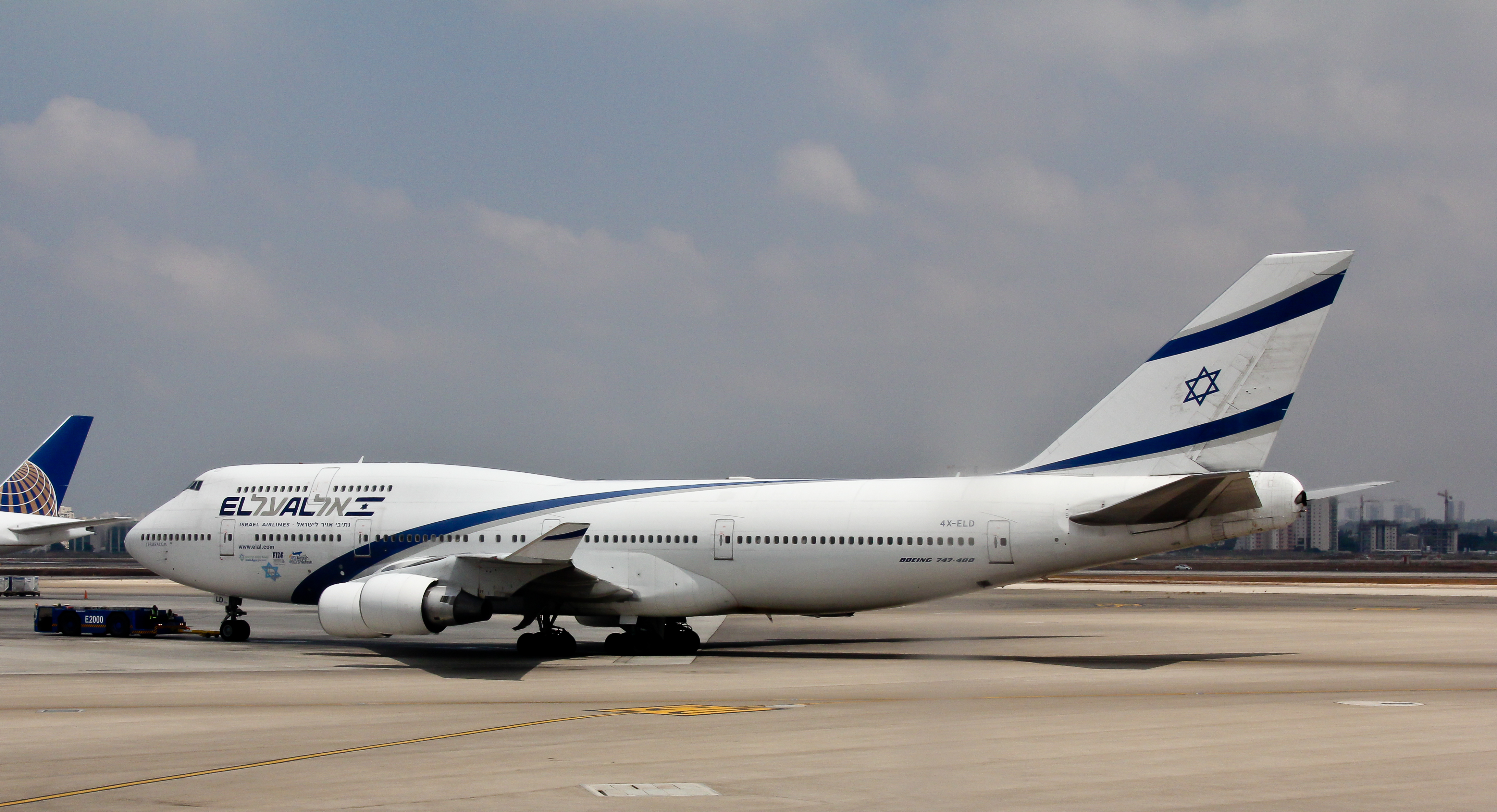
EI AI 소속 보잉 747-400 항공기(퇴역)
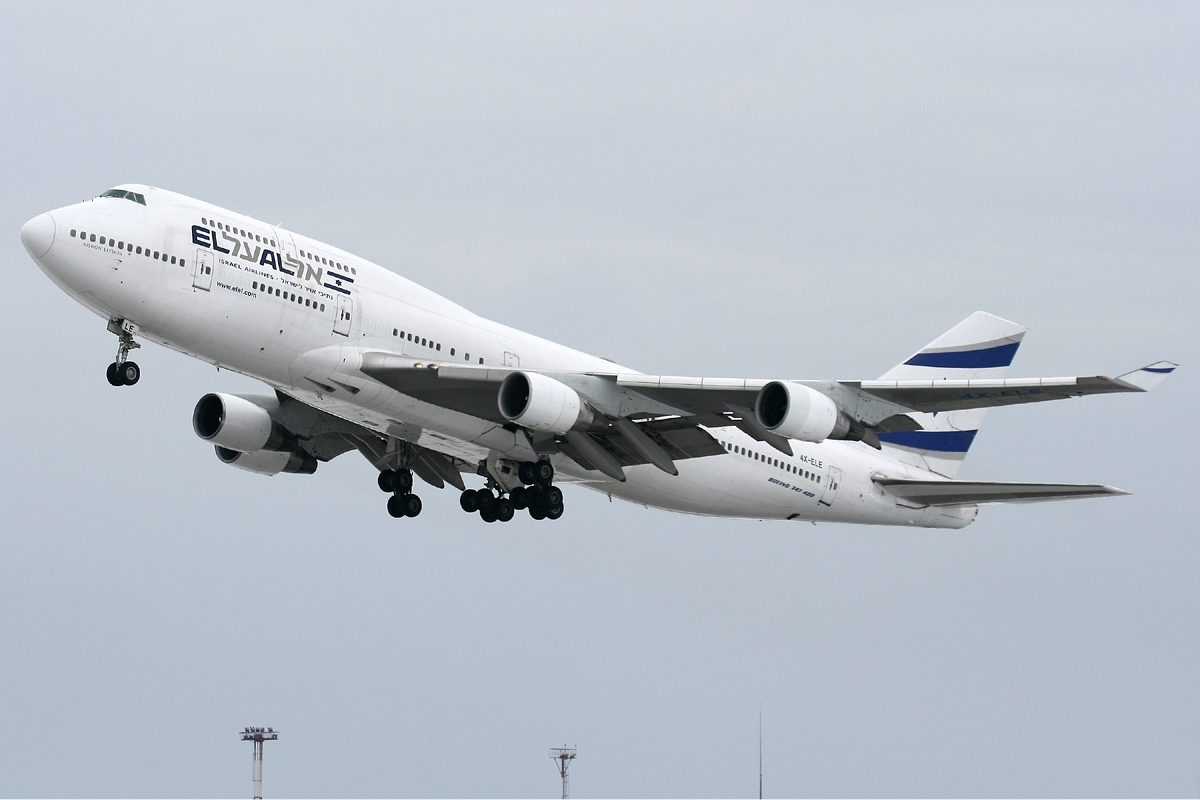
EI AI 소속 보잉 747-400 항공기
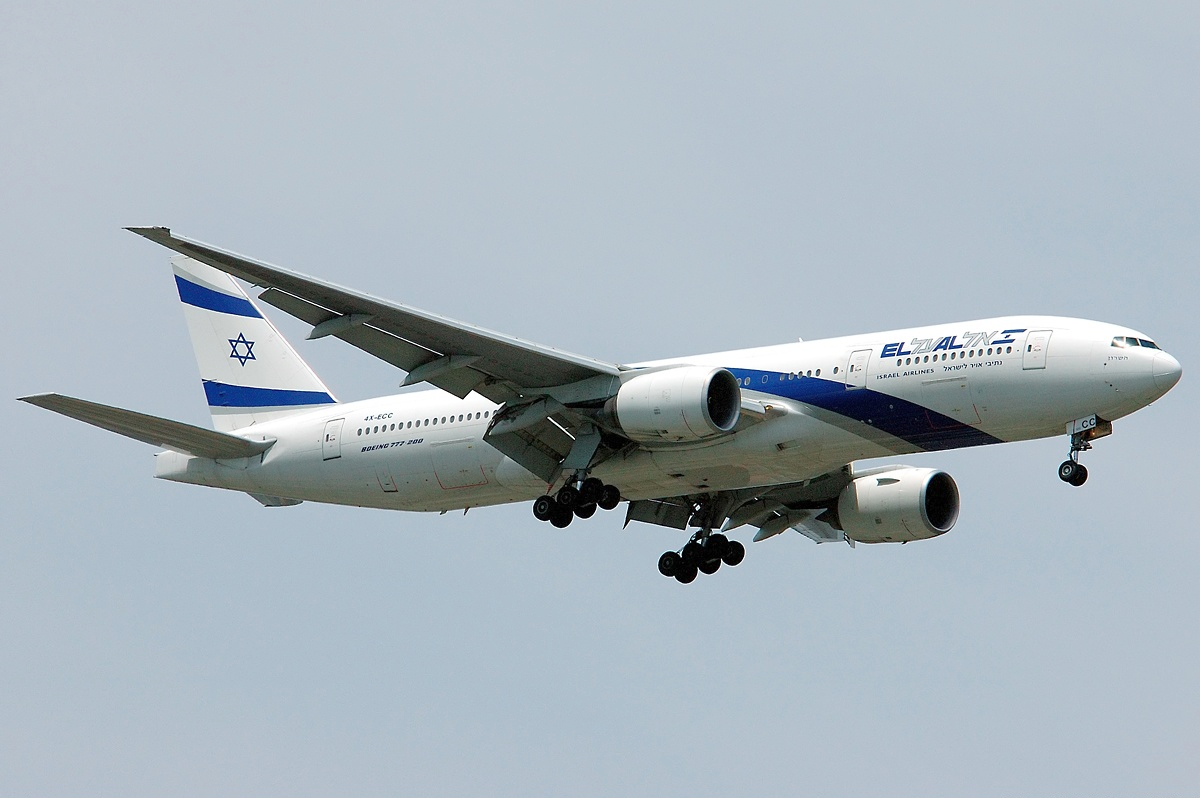
EI AI 소속 보잉 777-200ER 항공기
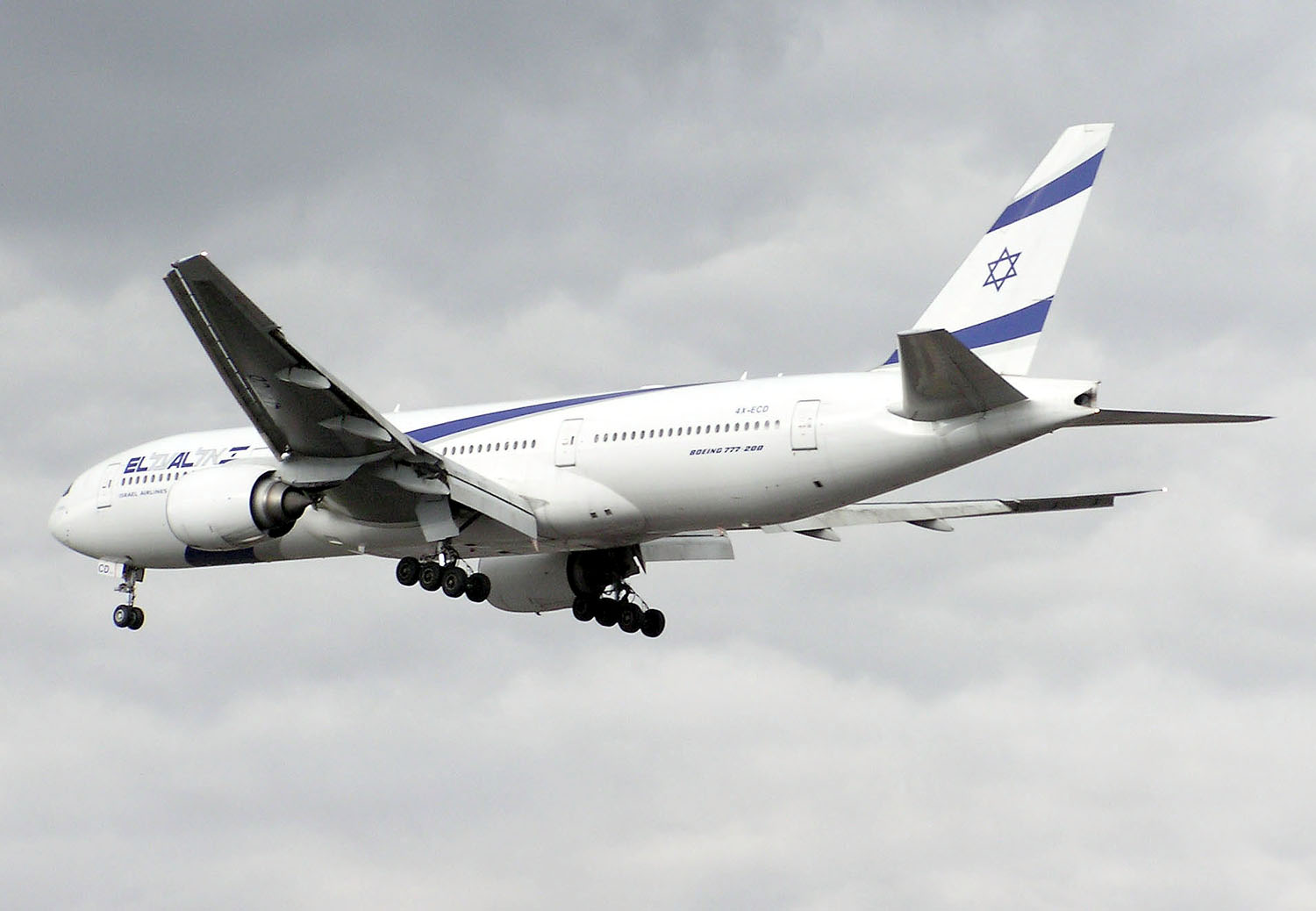
EI AI 소속 보잉 777-200ER 항공기